# Гастон I де Фуа
Гастон I де Фуа (фр. Gaston I de Foix; 1287 — 13 декабря 1315, аббатство Мобюиссон, около Понтуаза) — граф де Фуа, виконт де Беарн, де Габардан, де Кастельбон и де Сердань, князь-соправитель Андорры с 1302, виконт де Марсан с 1313, сын Роже Бернара III, графа де Фуа и виконта Беарна, и Маргариты де Монкада, виконтессы де Беарн. По сообщениям хронистов Гастон отличался жестоким и неукротимым нравом. Он провёл практически всю свою жизнь в многочисленных военных конфликтах.

## Биография
В момент смерти отца Гастону было всего 13 лет, поэтому первоначально регентшей в унаследованных им в 1302 году многочисленных владениях (графстве Фуа, виконтствах Беарн, Габардан, Кастельбон и Сердань) была его мать, Маргарита де Монкада. Однако молодость не помешала молодому графу принимать участие в военных походах, которые организовывал его сюзерен — король Франции Филипп IV Красивый. Уже в 1302 году Гастон в составе королевской армии принял участие в походе французской армии во Фландрию, где 11 июля он сражался в печально знаменитой битве золотых шпор около Куртре, в которой французы оказались разбиты фламандцами. В 1304 году он участвовал в новом походе Филиппа IV во Фландрию, где 17 августа участвовал в битве при Монс-ан-Певель, выигранной французами. В итоге в 1305 году было заключено перемирие.
Однако фландрская война имела и другие последствия. Для того, чтобы финансировать войну, король Филипп увеличил размеры выплат из владений своих вассалов, что вызвало многочисленные восстания в городах против королевских агентов. Гастон также отказался платить. Но после того, как сенешаль Каркассона конфисковал часть графства Фуа, Гастон подчинился и был прощён королём.
При Гастоне продолжился конфликт против дома Арманьяк из-за Беарнского наследства. Его отец в 1290 году присоединил виконтство Беарн как наследство жены, Маргариты де Монкада, второй дочери виконта Гастона VII. Однако его права на Беарн оспорил Бернар VI д'Арманьяк, граф д'Арманьяк, сын графа Жеро VI и Маты де Беарн, младшей сестры Маргариты. Вернувшись в 1303 году из фландрского похода, Гастон возобновил угасший было конфликт с Арманьяками. Он вторгся во владения графа Бернара VI, застав его врасплох, опустошив графство Арманьяк. В конфликт попытался вмешаться папа римский Климент V, пригрозив отлучить Гастона от церкви и наложить на его владения интердикт, однако Гастон первоначально проигнорировал угрозу, выгнав посланника папы. Однако позже он при посредничестве короля Англии примирился с понтификом и отвёл свои войска из Арманьяка. Дальше в спор вмешался и король Филипп IV Французский, вызвавший Гастона и Бернара ко двору. В итоге 25 декабря 1303 года Филипп вынудил Гастона и Бернара заключить мир. По решению короля Гастон был вынужден выплатить большой штраф и возместить ущерб пострадавшим. При этом для того, чтобы склонить Гастона принять все условия договора, король Филипп на некоторое время заключил под стражу в Шатле.
Однако окончательный мир между графами Арманьяка и Фуа так и не наступил. Король Филипп обещал передать Бернару виконтство Габардан, однако тот его так и не получил. В итоге Филипп передал его королю Англии Эдуарду II, который, нуждаясь в деньгах, отдал Габардан в залог Гастону. Гастон воспользовался этим для того, чтобы оставить Габардан себе, что привело к возобновлению конфликта. Кроме того у Гастона возник конфликт и братом Бернара д'Арманьяка, Гастоном, виконтом Фезансаге. Поводом послужило завещание умершей в 1309 году Гильомметты Беарнской, младшей сестре матери Гастона. Гильоммета завещала сеньорию Кастельвьель Гастону де Фезансаге. Желая получить Кастельвьевель, Гастон де Фуа и его мать, Маргарита, заключили 7 сентября 1310 года с Гастоном де Фезансаге соглашение, по которому в обмен на Кастельвьевель тому передавался Капсью и денежная рента, обещая через 3 года обменять Габардан на Капсью. На этом условии король Филипп оставил Габардан за графом Фуа. Однако в итоге Гастон де Фуа отказался передавать Капсью, после чего Гастон де Фезанскаге обратился с жалобой к королю Филиппу, который июня 1311 году заставил Гастона де Фуа выполнить соглашение. Однако Габардан так и остался предметом спора между домами графов Фуа и Арманьяк. При этом король Филипп неоднократно менял свои решения по этому вопросу. 1 июня 1313 года он приказал передать Габардан Мате, матери Бернара д'Арманьяк, однако это решение вызвало такое сопротивление, что 15 августа Филипп приказал взять виконтство под королевскую руку до принятия окончательного решения. А в ноябре того же года он передал спорные владения Гастону, однако тот тоже натолкнулся на сопротивление. После смерти Филиппа его преемник, Людовик X Сварливый, 23 марта 1315 года подтвердил последнее решение отца, но с тем же результатом.
Одновременно Гастон находился конфликте с королём Майорки Хайме II, оспаривая у него ряд пограничных владений. Первый арбитраж между ними был 15 июля 1304 года, однако он ни к чему не привёл, и между ними началась война. В итоге в октябре 1308 года вмешался король Филипп, после вынудивший Гастона и Хайме заключить мир.
10 апреля 1310 года бездетная Констанция Беарнская, старшая сестра Маргариты, матери Гастона, опасаясь, что её наследство вызовет новые раздоры между домами Арманьяков и Фуа, передала все свои владения, включая виконтство Марсан непосредственно Маргарите.
Около 1312 года разгорелся конфликт между Гастоном и его матерью. Гастон потребовал от матери передать ему Беарн, обвинив её в том, что она плохо управляла владениями во время его малолетства и произвела ряд незаконных дарений. Однако знать Беарна поднялась на защиту Маргариты. В итоге 21 сентября 1312 года Гастон признал, что он был не прав и заключил мир с Маргаритой. А в 1313 году Маргарита решила передать Гастону Габардан и Марсан, сохранив под своим непосредственным управлением только Беарн. 10 мая она подписала в Понтаке акт о передаче, 27 июня утвердила его в Понтуазе в присутствии королей Франции и Англии.
В июле 1314 года умер бездетный граф Урхеля Эрменгол X, назначив наследницей свою племянницу Терезу де Энтенса, которая была замужем за инфантом Альфонсо, вторым сыном короля Арагона Хайме II. Однако на Урхель предъявил претензии и Гастон I де Фуа. Он предъявил документ, по которому покойный граф в 1298 году обещал передать графство графу де Фуа. Но король Хайме II обвинил Гастона в фальсификации. Гастон ничего не смог противопоставить этому обвинению и был вынужден отказаться от своих претензий.
В том же 1314 году Гастон, как и ряд других французских баронов, восстал против жёсткой налоговой политики короля Филиппа IV. В ответ на это Филипп заключил Гастона в тюрьму Шатле в Париже. Однако после смерти Филиппа его наследник, Людовик X, выпустил Гастона. Вскоре возобновилась война против Фландрии. Гастон принял участие в неудачном походе во Фландрию, а по возвращении из него заболел и умер в аббатстве Мобюиссон.
Чувствуя приближение смерти, Гастон составил завещание. По нему старший сын, Гастон II, получал большую часть отцовских владений, включая Фуа, Беарн, Габардан и Марсан. Второй сын, Роже Бернар, получал большую часть владений в Каталонии, включая виконтства Кастельбон и Сердань, а также сеньории Монкада и Кастельвьель. Младший же сын, Роберт, должен был избрать духовную карьеру. Похоронен он был в Париже, в церкви Якобинцев. Позже его тело было перевезено в аббатство Бульбонн, где находилась родовая гробница графов Фуа.

## Брак и дети
Жена: с октября 1301 Жанна д’Артуа (1289 — после 24 марта 1350), дочь Филиппа д’Артуа, сеньора Конша, и Бланки Бретонской. Дети:
- Гастон II Богатырь (1308 — 26 сентября 1343), граф де Фуа, виконт де Беарн, де Габардан и де Марсан, князь-соправитель Андорры с 1315
- Роже Бернар III (ок. 1310 — 1350), виконт де Кастельбон и де Сердань с 1315, родоначальник линии Фуа-Кастельбон
- Роберт, епископ Лавора
- Маргарита
- Бланка; муж: с 1328 Жан II де Грайи (ум. 1343), виконт де Бенож и де Кастийон, капталь де Бюш
- Жанна (ум. ок. 1358/1358); муж: с мая 1331 Педро IV Арагонский (1305 — 4 ноября 1381), граф Рибагорсы с 1322 (Пере IV), Ампурьяса (Пере IV) 1325—1341, Прадеса с 1344, сеньор Гандии 1323—1359